# Ronde van Luxemburg
De Ronde van Luxemburg of Tour de Luxembourg is een meerdaagse wielerwedstrijd die jaarlijks wordt verreden in het Groothertogdom Luxemburg. De wedstrijd bestaat sinds 1935 en wordt meestal begin juni verreden. Ze maakt tegenwoordig deel uit van het Europese continentale circuit.
De leider in het algemeen klassement verkrijgt een gele trui; puntenklassement een blauwe trui; bergklassement een groene trui; jongerenklassement een witte trui.
Ondanks het vaak sterke deelnemersveld kent de wedstrijd de laatste jaren vaak verrassende winnaars. Opvallend op de erelijst is Lance Armstrong, die met de ronde van 1998 zijn eerste zege sinds zijn genezing van kanker behaalde.
Hoofdsponsor van het evenement is het automerk Škoda.

## Lijst van winnaars

### Meervoudige winnaars
| Overwinningen | Renner              | Land      | Jaren                        |
| ------------- | ------------------- | --------- | ---------------------------- |
| 5             | Mathias Clemens     | Luxemburg | 1935, 1936, 1937, 1939, 1947 |
| 3             | Charly Gaul         | Luxemburg | 1956, 1959, 1961             |
| 3             | Edy Schütz          | Luxemburg | 1966, 1968, 1970             |
| 2             | Jean-Pierre Schmitz | Luxemburg | 1954, 1958                   |
| 2             | Marcel Ernzer       | Luxemburg | 1951, 1960                   |
| 2             | Frans Verbeeck      | België    | 1975, 1976                   |
| 2             | Lucien Didier       | Luxemburg | 1979, 1983                   |
| 2             | Christophe Lavainne | Frankrijk | 1984, 1990                   |
| 2             | Alberto Elli        | Italië    | 1996, 2000                   |

### Overwinningen per land
| Overwinningen | Land                                                                           |
| ------------- | ------------------------------------------------------------------------------ |
| 21            | Luxemburg                                                                      |
| 17            | België                                                                         |
| 10            | Nederland                                                                      |
| 8             | Frankrijk, Italië                                                              |
| 5             | Denemarken                                                                     |
| 3             | Duitsland, Zwitserland                                                         |
| 2             | Verenigde Staten                                                               |
| 1             | Hongarije, Portugal, Rusland, Spanje, Zweden, Verenigd Koninkrijk, Zwitserland |